# Rio Cracu (Straja)
O Rio Cracu é um rio da Romênia, afluente do Straja, localizado no distrito de Gorj.